# Hohenkuhnsdorf

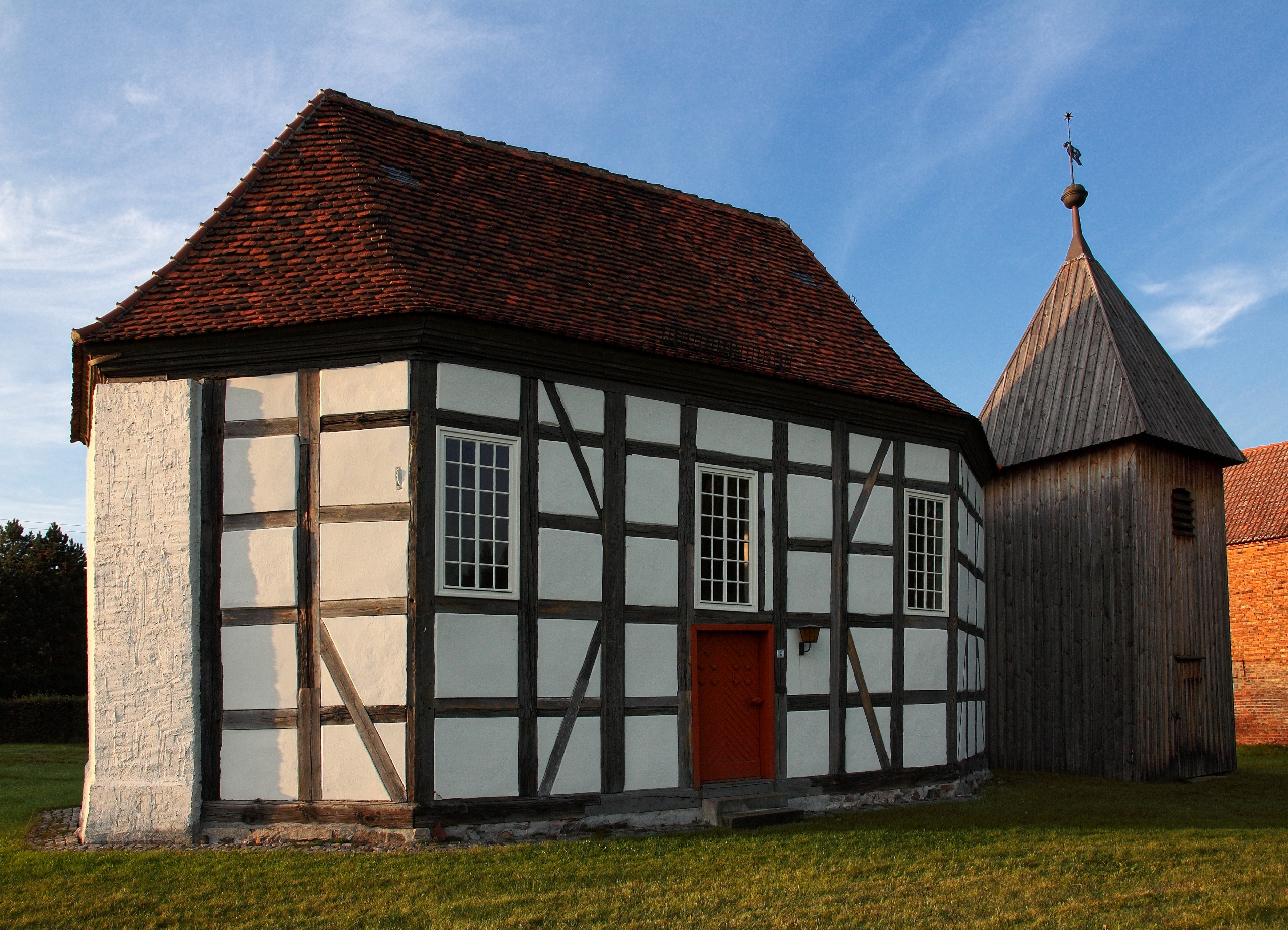
Dorfkirche Hohenkuhnsdorf

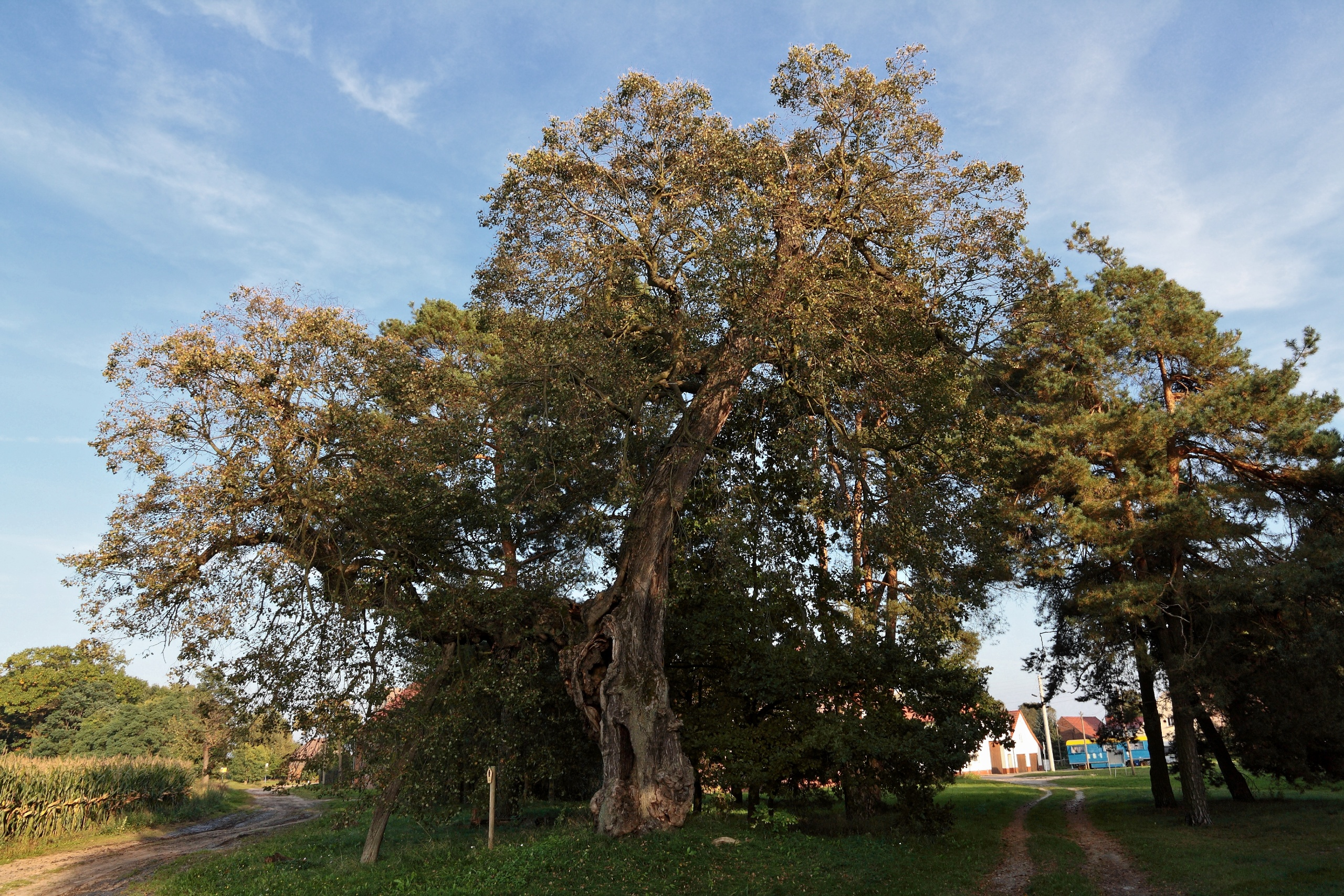
800 Jahre alte Winterlinde in Hohenkuhnsdorf

Hohenkuhnsdorf ist ein bewohnter Gemeindeteil von Ahlsdorf/Hohenkuhnsdorf, einem Ortsteil der Stadt Schönewalde im Landkreis Elbe-Elster in Brandenburg. Der Ort wurde am 1. Juli 1957 nach Ahlsdorf eingemeindet und war bis dahin eine eigenständige Gemeinde. Hohenkuhnsdorf ist der nördlichste Ort des Landkreises Elbe-Elster.

## Lage
Hohenkuhnsdorf liegt im Fläming und westlich des Ländchens Bärwalde, zu dem Hohenkuhnsdorf selbst jedoch nicht gehört. Im Norden und Osten grenzt der Ort unmittelbar an den Landkreis Teltow-Fläming, die Grenze zu Sachsen-Anhalt liegt vier Kilometer westlich von Hohenkuhnsdorf. Umliegende Ortschaften sind Reinsdorf im Norden, Wiepersdorf im Nordosten, Kossin im Osten, Weißen im Südosten, Ahlsdorf im Süden, Stolzenhain im Südwesten und Welsickendorf im Nordwesten.
Hohenkuhnsdorf liegt am nördlichen Ende der Kreisstraße 6251 nach Schönewalde. Die Landesstraße 714 liegt zwei Kilometer östlich der Ortslage. Eine frühere Wegverbindung wurde inzwischen asphaltiert und lässt die Grenzlage des Ortes allmählich verblassen.  

## Geschichte
Die erste urkundliche Erwähnung von Hohenkuhnsdorf datiert etwa auf das Jahr 1420 mit der Bezeichnung Hoenkunstorff, 1449 wurde der Ort als Kunersdorff bezeichnet. Der Ortsname lässt sich von dem deutschen Personennamen Konrad ableiten, der Zusatz „Hohen-“ dient der Unterscheidung zu dem sieben Kilometer südwestlich gelegenen Dorf Buschkuhnsdorf.
Hohenkuhnsdorf gehörte dem historischen Amt Schweinitz an und war damit zunächst Teil des Kurfürstentums Sachsen, das im Jahr 1806 zum Königreich Sachsen erhoben wurde. Nach der auf dem Wiener Kongress beschlossenen Teilung des Königreiches Sachsen im Jahr 1815 kam die Gemeinde Hohenkuhnsdorf an das Königreich Preußen und dort zur neu gebildeten Provinz Sachsen. Bei der Gebietsreform im folgenden Jahr wurde der Ort dem Landkreis Schweinitz im Regierungsbezirk Merseburg zugeordnet. Zur Provinz Sachsen gehörte Hohenkuhnsdorf bis zu deren Auflösung am 1. Juli 1944, danach gehörte der Ort zur Provinz Halle-Merseburg.
Nach dem Ende des Zweiten Weltkrieges gehörte Hohenkuhnsdorf zur Sowjetischen Besatzungszone und dort ab 1947 zum Land Sachsen-Anhalt. Am 7. Oktober 1949 entstand aus SBZ die Deutsche Demokratische Republik. Am 1. Juli 1950 wurde der Landkreis Schweinitz in Landkreis Herzberg umbenannt. Bei der Gebietsreform am 25. Juli 1952 wurden das Land Sachsen-Anhalt und der Landkreis Herzberg aufgelöst, Hohenkuhnsdorf kam zum verkleinerten Kreis Herzberg im Bezirk Cottbus. Am 1. Juli 1957 wurde Hohenkuhnsdorf nach Ahlsdorf eingemeindet.
Nach der Wiedervereinigung gehörte Hohenkuhnsdorf zunächst zum Landkreis Herzberg in Brandenburg, der bei der Kreisreform am 6. Dezember 1993 durch Fusion mit den Landkreisen Bad Liebenwerda und Finsterwalde im neuen Landkreis Elbe-Elster aufging. Bereits 1992 hatte sich die Gemeinde Ahlsdorf zur Erledigung ihrer Verwaltungsgeschäfte dem Amt Schönewalde angeschlossen. Am 31. Dezember 1998 schloss sich die Gemeinde Ahlsdorf mit Hohenkuhnsdorf mit den Gemeinden Brandis und Stolzenhain zu der neuen Gemeinde Heideeck zusammen. Diese wurde am 31. Dezember 2001 aufgelöst und ihre Ortsteile nach Schönewalde eingegliedert. Hohenkuhnsdorf war zunächst ein bewohnter Gemeindeteil im Ortsteil Ahlsdorf, der am 6. Oktober 2004 in Ahlsdorf/Hohenkuhnsdorf umbenannt wurde.

## Einwohnerentwicklung
| Jahr | Einwohner |
| ---- | --------- |
| 1875 | 80        |
| 1890 | 80        |
| 1910 | 90        |

| Jahr | Einwohner |
| ---- | --------- |
| 1925 | 96        |
| 1933 | 97        |
| 1939 | 80        |

| Jahr | Einwohner |
| ---- | --------- |
| 1946 | 129       |
| 1950 | 125       |

Gebietsstand des jeweiligen Jahres

## Kultur und Sehenswürdigkeiten
- Die Dorfkirche Hohenkuhnsdorf ist eine Fachwerkkirche aus dem Jahr 1732. Im Innenraum steht unter anderem ein Altarretabel aus dieser Zeit. Im freistehenden Kirchturm hängen zwei Bronzeglocken, die 1566 von Martin Hilger aus Freiberg bzw. 1597 von Andreas Rauchbar aus Hemsendorf gegossen wurden.
- An der nördlichen Grenze der Gemarkung steht eine rund 800 Jahre alte Winterlinde mit einem Stammumfang von rund 6,40 m.[4]